# 美国战争罪行
美国战争罪行是指《海牙公约》签署以来，美軍被指控犯下的违反战争法和战争惯例的行为。其中包括草率处决被俘的敌方战斗人员、在审讯期间虐待囚犯以及对平民非战斗人员使用暴力。
在美国，战争罪行可以通过1996年《战争罪法》进行起诉。然而美国政府强烈反对国际刑事法院（ICC）条约，认为该条约有严重缺陷，遂不接受国际刑事法院对其国民的司法管辖权。

## 定义
战争罪被定义为违反海牙和平会议所确立的战争法及惯例的行为，或严重违反《日内瓦公约》及其《第一议定书》和《第二议定书》的行为。1949年《日内瓦第四公约》扩大了在军事占领期间对平民和战俘的保护，即使在没有武装抵抗的情况下，适用于在敌对行动结束后一年内，但只要“占领国于占领期间在该国于占领地内行使政府职权”，占领国应受公约若干条款的约束。

## 美墨战争
当扎卡里·泰勒开始带领美国士兵进入墨西哥时，美国军队在泰勒的监管下，起初基本上遵守战争规则，几乎只与敌军交战。这使他们在墨西哥平民中颇受欢迎。墨西哥平民在一定程度上尊重来袭的美国人，而墨西哥军队则在他们从该地区撤退时丢下他们的伤员，任其成为俘虏。但在1846年6月，当美国援军进入该地区并开始袭击当地农场时，情况发生了变化。
许多驻军士兵开始对平民犯下抢劫、强奸和谋杀等罪行，以消除他们的无聊情绪。这一犯罪浪潮中，美国士兵在占领的第一个月内至少杀害了20名平民。泰勒对他的士兵犯下的罪行毫不关心，也没有试图对他们负责的士兵进行纪律处分。这导致舆论转而反对美国军队，导致许多墨西哥人拿起武器，组成游击队，袭击美国士兵的巡逻队。袭击后来变得更加普遍，特别是在蒙特雷战役之后。
在此期间，反天主教情绪和种族主义助长了美国军队对平民的更多攻击。据估计，在这段时间里，美军至少杀死了100名平民，其中大多数被约翰·C·海斯上校的第一批德克萨斯骑兵杀害。作为回应，墨西哥人在蒙特雷郊外杀害了由马布里·B上尉军中的一名美国士兵。“野马”格雷对此作出了回应，绑架并处决了24名手无寸铁的墨西哥平民。
在今后几个月里，美国军队对占领职责的厌倦导致了对平民的更多暴力行为。1846年11月，肯塔基州第一团的一个支队杀害了一名墨西哥男孩，后来泰勒再次拒绝对其中任何一名士兵提出指控。
这一时期最臭名昭著的一批士兵是约瑟夫·莱恩手下的士兵。在塞缪尔·汉密尔顿·沃克上尉在一场小冲突中丧生后，莱恩命令他的手下洗劫华曼特拉镇，为死去的德州游骑兵报仇。士兵们在突袭一家酒馆后很快就喝醉了，并开始以城镇居民为目标。报道称，士兵们强奸了数十名妇女，其中许多是年轻女孩，并在烧毁房屋时杀害了数十名墨西哥平民。然而，这些关于美国暴行的报道被墨西哥将军安东尼奥·洛佩斯·圣安娜在华曼特拉袭击后辞职的消息所掩盖，没有对莱恩和参与屠杀的任何士兵造成任何影响。

## 美菲战争

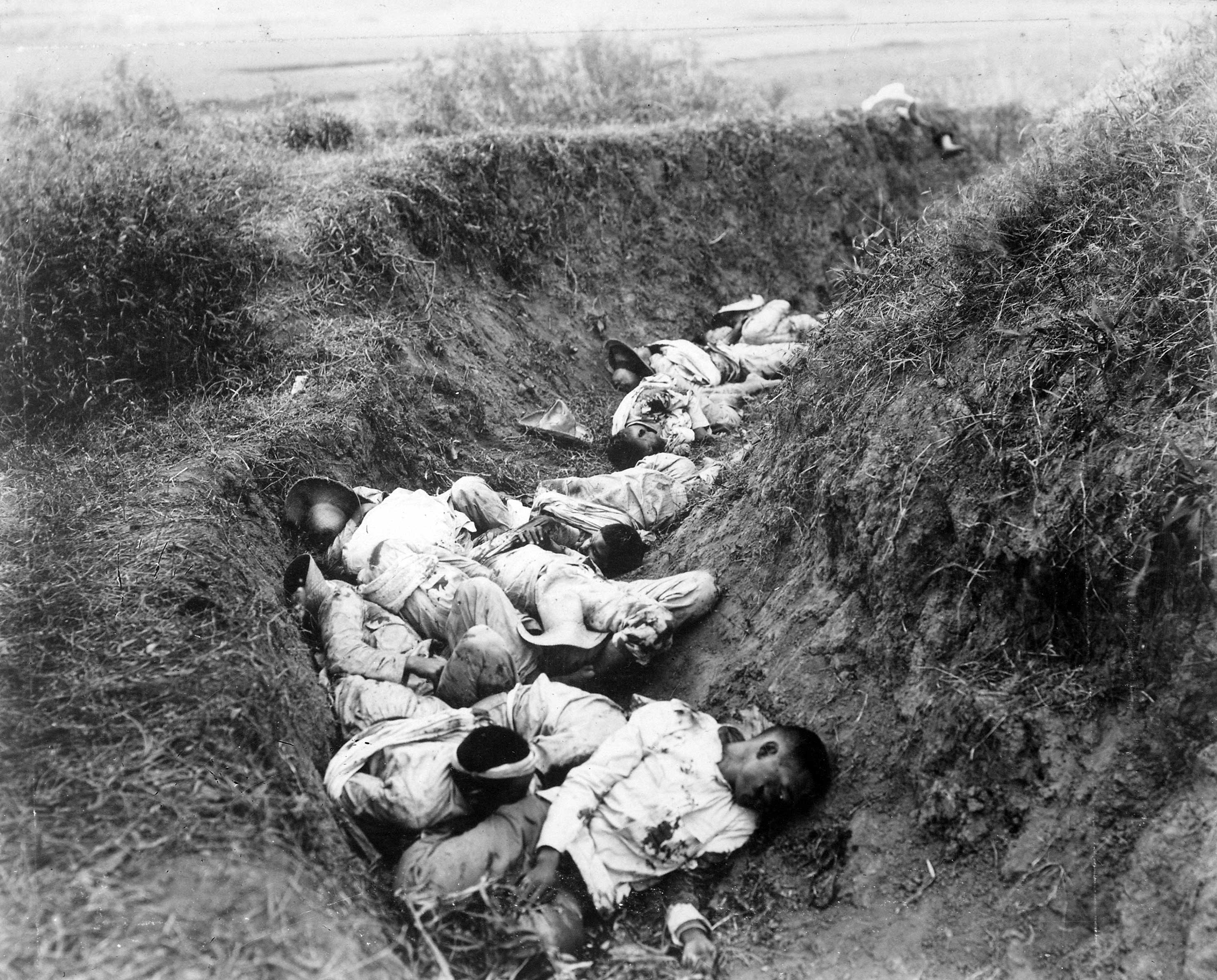
战争第一天菲律宾人的伤亡

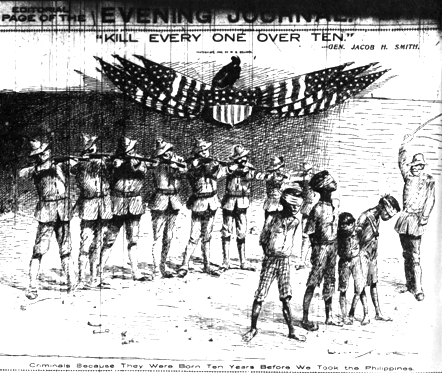
有关美军在菲律宾屠杀的社论漫画

1898年美西战争，西班牙将菲律宾割让给美国，换取了和平。这引发了美军和埃米利奧·阿奎納多总统领导下的菲律宾第一共和国长达十多年的冲突。
美军在穿越萨马尔岛的行动中犯下了罪行，这导致了军事法庭审判和雅各布·H·史密斯准将的强制退役。
史密斯向美国315海军陆战队一个营的指挥官利特尔顿·沃勒少校发出指示，要他向萨马尔增援部队，内容是：

“我不想要俘虏。我希望你杀人放火，你杀的越多烧的越多，我越高兴。我希望所有能拿武器对抗美国的人都被杀掉，“雅各布·H·史密斯将军说。
由于在菲律宾服役的美国人普遍认为，土生土长的菲律宾男性生来会使用短刀，所以沃勒少校问道：“我想知道年龄的限制，先生。”
“十岁”，史密斯说。
“十岁或十岁以上的人是被认定能够携带武器的人吗？”
“是的”，史密斯第二次确认了他的指示。

随后美军进行了持续和广泛的屠杀菲律宾平民的行动。萨马尔的粮食和贸易被切断，意在使革命者挨饿屈服。史密斯对萨马尔的战略是破坏，迫使居民停止支持游击队，因恐惧和饥饿转向美国人。他利用自己的部队在内地扫荡，寻找游击队，并试图抓获菲律宾将军比森特·卢卡坎，但他没有采取任何行动阻止游击队与城镇居民之间的接触。美军纵队横越该岛，摧毁房屋，向人开枪，并猎杀动物。
被美军杀害的菲律宾平民的确切人数将永远不得而知。利特尔顿·沃勒在一份报告中说，在11天的时间里，他的手下烧毁了255所住宅，枪杀了13条水牛，杀害了39人。上世纪90年代一位英国作家所做的一项详尽的研究表明，死亡人数约为2500人；菲律宾历史学家认为这一数字约为5万人。由于史密斯在萨马尔的命令，他被称为“嚎叫的荒野史密斯”。
关于在巴德达约发生的屠杀事件，事件发生地的苏鲁省长休·斯科特少校说，那些逃到火山口的人“宣布他们无意战斗，只是惊慌地跑到那里，种过一些庄稼准备收获”。
这场战斗被描述为一场“战斗”是有争议的，因为袭击者的火力势不可挡，而且伤亡人数也不平衡。作家维克·赫尔利写道，“无论如何，巴德·达约都不能被称为一场‘战斗’”。马克·吐温在文章中强烈谴责了这一事件，并评论说：“这是一场什么样的战斗？它与战斗毫无相似之处。我们清理了四天的工作，只是屠杀了这些无助的人“。被杀害的摩洛族人的比例高于现在被认为是屠杀的其他事件。例如，美国印第安人在伤膝河大屠杀中死亡的最高估计数是350人中的300人（死亡率为85%），而在巴德达约，在估计为1000人的群体中，只有6人幸存下来（死亡率超过99%）。相对于伤膝河大屠杀，摩洛族人有近战武器，受害者包括妇女和儿童。虽然战斗仅限于对乔洛采取地面行动，但海军炮火的使用大大增加了对摩洛族人的压倒性打击。
在战争期间，在J.W.邓肯上校的指挥下，750个士兵和军官袭击了巴德达约的火山口，那里居住着800至1 000名村民。1906年3月2日，伍德命令第六步兵团（驻扎在省会三宝颜）的J.W.邓肯上校率领一支远征队攻打巴德达约。突击队由“第六步兵团272人、第四骑兵队211人、第28炮兵营68人、菲律宾警察51人、第19步兵团110人、炮艇邦板牙号6名水兵”组成。战斗从3月5日开始，山炮向火山口发射了40轮榴弹炮。在夜间，美军用滑轮和滑车把山炮拖到火山口边缘。天亮时，美军炮火在火山口的莫罗斯防御工事上打开了缺口。美军随后杀死了火山口里的所有摩洛族人。有一种说法称，摩洛人手持长矛短剑，拒绝投降，并坚守阵地。一些摩洛族人冲向美国人，被砍倒了。美军指责幸存的摩洛族人用刺刀进行了攻击，而摩洛族人用他们的短刀、黑火药和贝壳制成的简易手榴弹还击。关于这场战斗的各种说法不一致。一种说法是巴德达约的所有居住者都被枪杀，另一种说法是防御者在激烈的肉搏战中进行抵抗。但所有的说法都认为，即使有，也很少有摩洛族人幸存下来。
针对大量妇女和儿童被杀的批评，伍德对解释说，巴德达约的妇女打扮成男子参加战斗，男子用儿童作为活盾牌。哈格道恩支持这一解释，他讲述了戈登·约翰斯顿中尉的故事：他被一名女战士严重击伤。菲律宾总督亨利·克莱·艾德给出了第二个解释。他报告说，这些妇女和儿童是附带损害，是在炮兵炮火中丧生的。这些对对大量妇女和儿童伤亡相互矛盾的解释试图掩盖指控，增加了批评的声音。此外，伍德和艾德的解释与邓肯上校1906年3月12日行动后报告的信息不一致。根据邓肯的报告，大量非战斗人员被杀，可以解释为不分青红皂白的机关枪射击的结果。
尽管麦金莱总统宣布“仁慈地同化”菲律宾为美国领土，但美国对待菲律宾士兵和平民的态度却远非仁慈。埃尔韦尔·斯蒂芬·奥蒂斯将军经常通过暴力手段控制记者的信息流动，以维持美国对战争的支持。马尼拉战役之后，阿吉纳尔多将他的战术从常规战争转变为游击战，使得美国将军们建立更严厉的作战方法。
奥蒂斯和小阿瑟将军下令彻底摧毁许多村庄，并逮捕和处决这些村庄的平民，目的是煽起菲律宾士兵的冲突。尽管奥蒂斯对新闻自由有所限制，但美国和菲律宾记者的许多报道都表明，美国对待菲律宾囚犯的态度非常恶劣，许多人挨饿和遭受酷刑，还有许多人被处决。
贝尔将军在1901年写的一份报告中说：“我现在聚集了约2500人，每列大约50人。我下了无可置疑的命令，目的是彻底搜查每一个峡谷、山谷和山峰，寻找叛乱分子和食物，以期摧毁我在城镇之外找到的一切东西。所有健壮的人都会被杀死或俘虏。这些人需要一顿鞭打，才能让他们明明事理，为了大家的利益，他们应该有此结果。“

## 香蕉战争

### 第一次和第二次卡科战争

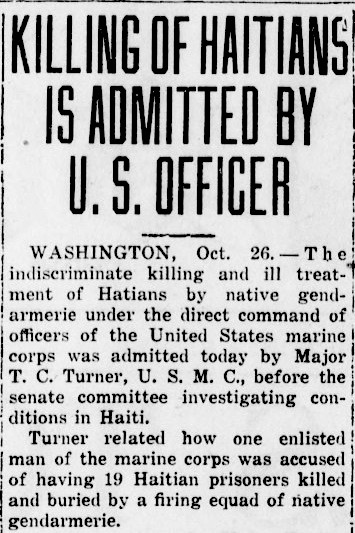
《默塞德太阳星》1921年10月的一篇文章，讨论美国指挥海地宪兵杀害海地人

美国占领海地期间（1915－1934年）发动了两次卡科战争（1915年和1918－1920年），并在其间侵犯了海地原住民的人权。总体而言，美国海军陆战队和海地宪兵队在1915年至1920年叛乱期间，杀害了数千海地平民，但确切的死亡人数尚不清楚。在1921年的参议院听证会上，海军陆战队司令报告说，在20个月的持续动荡中，有2,250名海地人被杀。但在给海军部长的一份报告中，他报告的死亡人数为3,250。海地历史学家罗杰·盖拉德估计，包括叛军战斗人员和平民在内，总共有至少15,000海地人在占领期间丧生。按照保罗·法默的说法，海地以外的大多数历史学家都不接受更高的估计。
美国海军陆战队及其在海地宪兵队的下属，被指控屠杀平民。按照罗杰·盖拉德的说法，这些屠杀还涉及到强奸、私刑、即时处决、焚烧村庄和火刑。美国陆军的内部文件称杀害妇女儿童是正当的，将他们描述为叛军的“助手”。海军部长的一份私人备忘录批评了“对当地人的任意杀戮”。对暴力行为负责的一些美国军官得到了用海地克里奥尔语起的外号，例如指挥官弗里曼·朗（Freeman Lang）被称作“Linx”，李·威廉姆斯（Lee Williams）中尉被称作“Ouiliyanm”。按照美国记者H·J·塞利格曼的说法，海军陆战队会练习“撞倒鹅”（bumping off Gooks），以类似于为运动而杀戮的方式来描述枪击平民。
在1918至1919年的第二次卡科战争期间，许多卡科战俘被海军陆战队和宪兵奉上级命令即时处决。1916年6月4日，海军陆战队处决了卡科将军米兹瑞尔·科迪奥（Mizrael Codio）和其他十人，它们是在冯斯-维雷特被俘的。根据美国军官的说法，1919年1月在安什，宪兵队长、前美国海军陆战队的欧内斯特·拉沃伊（Ernest Lavoie）下令杀害19名卡科叛乱分子，但没有对他提出任何指控，因为未曾找到杀戮的物理证据。
对海地叛军和涉嫌反美的海地人严刑拷打，是作为占领军的海军陆战队的普遍做法。行刑的方法包括水刑、拉扯囚犯的生殖器，以及用两把枪托同时推胫骨的两侧。

## 二战

### 太平洋战场
1943年1月26日，美国“瓦霍”号潜水艇向日本运输船“布约丸”号上的救生艇上的幸存者开火。海军中将查尔斯·A·洛克伍德宣称，幸存者是日本士兵，当“瓦霍”号浮出水面后，他们用机关枪和步枪向“瓦霍”号开火，这种抵抗在潜艇战争中很常见。据这艘潜艇的执行官员说，美军开火的目的是迫使日本士兵放弃他们的船只，并非针对特定士兵目标。历史学家克莱·布莱尔表示，潜艇船员首先开火，遇难的幸存者用手枪还击。这些人中后来确定包括旁遮普邦第16团印度第二营的盟军战俘，他们由第26野战军械局的日本军队押解。在最初乘坐“布约丸”号的1126人中，有195名印度人和87名日本人死亡，有些人死于鱼雷攻击，一些人在枪击事件中丧生。
在俾斯麦海战（1943年3月3日至5日）时，美国的PT艇和盟军飞机袭击了日本救援船只以及大约1000名幸存者。这些幸存者来自八艘被击沉的日本部队运输船。美军的理由是，日方人员接近其军事目标，而且可以迅速返回战场战斗。许多盟军空勤人员赞成攻击，而另一些人则感到恶心。
据诺丁汉大学历史学教授理查德·奥尔德里奇说，太平洋战争中的美国军人会故意杀害投降的日本士兵。奥尔德里奇发表了一份关于美国和澳大利亚士兵的日记的研究报告，其中指出，他们存在屠杀战俘的现象。根据约翰·道尔的说法，“在很多情况下，那些成为囚犯的日本人被当场杀害，或者在去监狱的路上被杀。“据奥尔德里奇教授说，美国军队不收押囚犯是惯例。他的分析得到了英国历史学家尼尔·弗格森的支持。他还说，1943年，“（美国）一份秘密情报报告指出，只有承诺吃冰激凌和三天的假期，才能...使美国军队不杀投降的日本人。”
弗格森说，这种做法在1944年末日本俘虏数与死亡人数的比例为1：100时流行着。同年，盟军高级指挥官努力压制其人员中“不收俘虏”的态度（因为这阻碍了情报收集），并鼓励日本士兵投降。弗格森补充说，盟军指挥官为提高日军囚犯与日军死亡人数的比例而采取的措施，导致这一比例在1945年中期达到1：7。尽管如此，在1945年4月至6月冲绳战役中，“不收俘虏”仍然是美军的“标准做法”。弗格森还指出，德国和日本士兵不投降不仅仅是对纪律处分的恐惧或对耻辱的恐惧。对大多数士兵来说，更重要的是认为俘虏无论如何都会被敌人杀死，所以最好还是继续战斗。
美国日本学家乌尔里希·斯特劳斯认为，前线的盟军强烈憎恨日本军事人员，“不容易被说服”接收或保护俘虏。他们不完全错误地认为，投降的盟军人员“没有得到日本人的怜悯”。军人被告知，日本士兵倾向于假装投降，以便发动突然袭击。这种做法被1907年的海牙公约宣布为非法。斯特劳斯认为，高级军官反对收押囚犯，理由是这样做不必要地使美国军队面临风险。当囚犯被关押在瓜达尔卡纳尔岛时，陆军审讯官博登上尉指出，许多战俘在运输过程中被枪杀，因为“把他们带进去太麻烦了”。
美国历史学家詹姆斯·J·温加特纳将美国的日方战俘数量极低的原因归结为两个重要因素。日本人不愿投降，美国人普遍“相信日本人是‘动物’或‘非人类’，不值得给予战俘正常待遇。”后一个理由得到了弗格森的支持，他说，盟军常常把日本人看成是德国人眼中的俄国人，即“非人”。

#### 肢解日本的战争死者

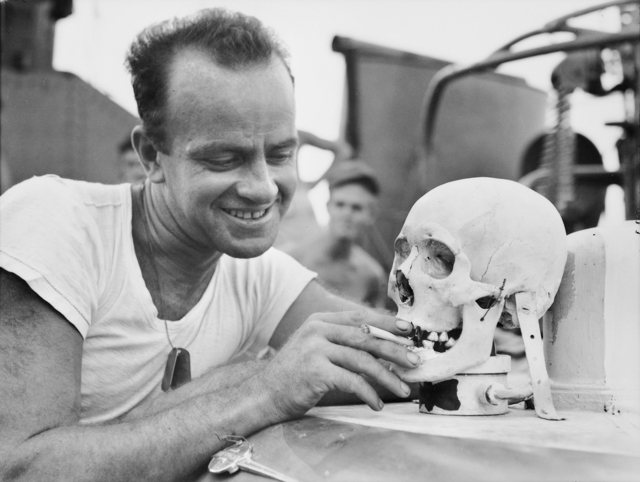
二战期间美国水手在把玩日军士兵头骨

在太平洋战场，美国军人收集了人体战利品。这种“收集战利品”的现象非常普遍，报纸杂志上的讨论占据了显著位置。据报道在1944年，美国代表弗朗西斯·E·沃尔特赠送给富兰克林·罗斯福本人的一件礼物就是由日军士兵手臂制成的开信刀，罗斯福后来下令归还，并要求妥善安葬。:825这一消息也被广泛报道给日本民众，美国人被描述为“疯狂、原始、种族主义和不人道”。再加上以前《生活》杂志上一张年轻女子与骷髅战利品的合影被转载到日本媒体上，并作为美国野蛮的象征，引起了全国的震惊和愤慨。:833 

#### 强奸
据称，在1945年冲绳岛战役中，一些美军人员强奸了冲绳妇女。
根据几年的研究，冲绳县历史档案馆的前馆长 Masayasu 写道：
美国海军陆战队登陆后不久，莫托布半岛上一个村庄的所有妇女都落入了美国士兵的手中。当时，村里只有妇女、儿童和老人，因为所有的青年男子都被动员起来参加战争。海军陆战队扫荡了整个村庄，但没有发现日本军队的踪迹。利用这种情况，他们在光天化日之下开始“搜捕妇女”，躲在村里或附近防空洞里的妇女一个接一个地被拖出来。
“纽约时报”2000年曾刊登一篇采访报道。冲绳一个村庄的几位老人坦承，在美国打赢冲绳之战后，每周都有三名武装海军陆战队员赶到该村，强迫村民们聚集所有当地妇女，然后把她们带到山里，并对她们实施强暴。这篇文章更深入地探讨了这个问题，声称村民们的故事不管是真是假，都是是一个“长期保守的黑暗秘密”的一部分，重新将大家的注意力集中在历史学家所说的最被忽视的战争罪行之一：美国军人普遍强奸冲绳妇女。尽管日本关于强奸的报道当时基本上被忽视了，但学术估计，可能有多达1万名冲绳妇女被强奸。据称强奸是如此普遍，以至于大多数65岁以上的冲绳人在2000年左右都知道或听说过一名妇女在战后被强奸。
东亚研究教授、冲绳问题专家史蒂夫·拉布森表示：“我在冲绳的报纸和书籍上读到过很多关于此类强奸的报道，但很少有人知道或愿意谈论它们。”他指出，许多当地古老的书籍、日记、文章和其他文件都提到了不同种族和背景的美国士兵的强奸行为。对美军没有强奸记录的解释是，很少有冲绳妇女对虐待事实发声，主要是出于恐惧和尴尬。冲绳警方发言人称，受害妇女羞于公开此事。历史学家认为，那些报告此事的人被美国忽视了。许多人想知道，在许多妇女都无法避免地生下了美日混血婴儿之后，这件事竟然没有被曝光过。历史学家和冲绳长老在接受采访时说，一些被强奸但没有自杀的冲绳妇女确实生下了混血儿童，因为羞耻、厌恶或可怕的创伤，其中许多婴儿立即被杀害或遗弃。然而，强奸受害者更通常地在乡村助产士的帮助下进行很原始的堕胎。当局从未作出大规模的努力，以确定这些罪行所涉及的范围。在20世纪90年代末战争结束后的50多年里，据信大多数被强奸的妇女仍然拒绝发表公开声明，比例是压倒性的。她们一般通过亲属和一些历史学家和学者发声。
有大量证据表明，美国对所发生的事情有一定的了解。退役上尉塞缪尔·萨克斯顿解释说，美国退伍军人和目击者可能故意隐瞒强奸事件，这在很大程度上是出于羞愧：“在我们努力地为国家服务之后，我们成为了一群强奸犯，这将是非常不好的。”军方官员正式否认了大规模强奸事件，所有健在的相关退伍军人都拒绝了纽约时报的采访请求。社会学教授石原慎太郎认为，有很多人患上了历史失忆症，他们不想承认过去发生了什么。作家乔治·费弗在他的著作《天王山：冲绳之战与原子弹》中指出，到1946年，在冲绳记录在案的强奸案还不到10起。他解释说，记录不全部分是因为耻辱和不光彩，部分是因为美国人是胜利者和占领者。真实存在的强奸事件可能有数千起，但受害者的沉默，使“强奸”成为了这场战事的另一个肮脏秘密。
其他一些作者指出，日本平民“常常对他们从美国敌人那里获得的相对人道待遇感到惊讶。根据《不满之岛：冲绳人对日本和美国权力的反应》一书的记载，美国人“没有像日本军方官员警告自己军人的那样，采取酷刑、强奸和杀害平民的政策”。
据报告称，在日本投降后美军占领神奈川县的头10天内，也发生了1336起强奸事件。

#### 轰炸
美国对日本进行了人类历史上空前的无差别大轰炸，约杀死日本70万人，绝大多数是平民，包括老人、妇女、儿童。
1. 1945年3月9日夜间至3月10日凌晨，美军334架B-29轰炸机，对东京实施战略轰炸，投下2000吨燃烧弹，摧毁了东京63%的商业区和20%的工业区，约10万人被烧死，另有10万人烧伤。
2. 1945 年8 月6 日，美国在日本广岛投下“小男孩”原子弹，约有70,000人立即丧生，此后因烧伤、辐射和相关疾病影响而死亡之人数，到1945年年底估计90,000人至140,000人；至1950年止有200,000人；截止2019年，统计的死亡人数达32万4129人。
3. 1945 年8 月9 日，美国在日本长崎上空投下“胖子”原子弹，估计有40,000到75,000人立即死亡。1945年12月数据，死亡73,884人,受伤73,909人；根据日本长崎县官方网站，累计死亡人数约15万。

日本如何看待美国在日本投下原子弹，2015年日本NHK调查：
1. 现在也无法原谅：广岛43%，长崎46%，日本全国49%。
2. 这是不得已的事：广岛44%，长崎41%，日本全国40%。

广岛原子弹爆炸纪念碑上写着：“让这里所有的灵魂安息吧，因为我们不会再重蹈覆辙。”

### 欧洲战场
在拉科尼亚大屠杀中，美国飞机袭击了在大西洋沉没的德国军舰上幸存的德国人。一架美国陆军空军B-24解放者轰炸机的飞行员，尽管知道德国U潜水艇的位置、意图和英国海员的存在，还是用炸弹和扫射攻击杀死了数十名拉科尼亚的幸存者，迫使U-156将剩余的幸存者扔进海里，并进行坠毁潜水以避免被摧毁。
卡尼卡特大屠杀涉及乔治·赫伯特·麦卡弗里中校杀害意大利平民的事件。一次秘密调查曾被实施，但麦卡弗里从未被指控犯有与大屠杀有关的任何罪行。他于1954年去世。这一事实在美国几乎无人知晓，直到2005年，纽约大学的约瑟夫·S·萨勒米报告了此事，而他的父亲亲眼目睹了这一事实。
在包括两起大屠杀事件的“比斯卡里大屠杀”中，第45步兵师的美军杀害了大约75名战俘，其中大部分是意大利人。
根据《明镜周刊》克劳斯·威格里夫的一篇文章，直到现在，许多同盟国士兵的个人回忆录一直被历史学家故意忽视，因为他们与围绕第二次世界大战的“最伟大一代”神话格格不入。然而，这种情况最近已经开始改变。里克·阿特金森的书《战斗日》，描述了盟军在意大利的战争罪行。除此之外还有安东尼·比弗的《D日：诺曼底的战斗》。比弗的最新研究表明，盟军在诺曼底犯下的战争罪行比以前认识到的要广泛得多。
历史学家彼得·利布发现，许多美国和加拿大部队在诺曼底登陆期间被命令不得接收敌方为囚犯。 如果这种观点是正确的，它可以解释64名德国囚犯的命运（在被俘的130名中），他们在登陆当天没有前往奥马哈海滩上的战俘收集点。
在法国奥杜维尔-赫伯特村附近，30名德国国防军俘虏被美国伞兵屠杀。
1944年的马尔梅迪大屠杀中，80名美国战俘被德军杀害。1944年12月21日，美国陆军步兵团第328步兵团总部的一份书面命令说：“党卫军部队和伞兵不会成为俘虏，抓到他们立即枪毙。”1945年，美国陆军少将雷蒙德·赫夫特命令他的部队不要俘虏，因为他们要横渡莱茵河。战后，当他反思自己授权的战争罪行时，他承认“如果德国人赢了，我就会在纽伦堡受审，而不是他们”。史蒂芬·安布罗斯表示：“我采访了1000多名退伍军人，只有一个人说他开枪打了一名囚犯。也许有多达三分之一的退伍军人也这么做了。然而，在他们看到其他士兵枪杀手无寸铁的德国囚犯的相关事件时，他们举起了双手。“
“滴泪行动”涉及8名幸存的被俘船员，他们是从德国沉没潜艇U-546号沉船上被俘的，美国军事人员曾拷打过他们。历史学家菲利普·K·伦德伯格曾写道，对U-546幸存者的殴打和折磨是一种罕见的暴行，审讯人员这么做是因为需要迅速获得一些信息——美国认为德国潜艇可能对美国大陆发动导弹袭击。
在美军设立的莱茵草原大营中，数千德国战俘由于恶劣的环境而丧生。
“达豪大屠杀”中，美军在达豪集中营杀害了德国战俘和投降的党卫军士兵。
在承认犯有战争罪的美国二战退伍军人中，有一位是前黑手党杀手法兰克·希兰。在传记作家查尔斯·勃兰特的采访中，希兰回忆了他在雷鸟师服役的经历——当时他第一次对杀人变得麻木不仁。希兰本人承认，他参与了对德国战俘的多次屠杀和即刻处决，这些行为违反了1899年和1907年“海牙公约”以及1929年“日内瓦战俘公约”。在对勃兰特的采访中，希兰将此类屠杀分为四类：
1. 在激烈的战斗中进行报复性杀戮。希兰告诉勃兰特，当一名德国士兵刚刚杀死了他的战友然后试图投降时，他的选择会是“把他送进地狱”。他描述说，他经常看到士兵们也有类似的行为。[40]
2. 部队指挥官在执行任务时下达的命令。在描述他第一次杀戮罪行时时，希兰回忆说：“这就像一名警官要你把几个德国囚犯带到队伍后面去，然后让你‘快点回来’一样。”这是不得不做的事。
3. 达豪大屠杀和对集中营看守和受托囚犯的其他报复性杀害。
4. 有预谋地企图非人化和贬低德国战俘。当希兰的部队正在攀登哈兹山脉时，他们遇到了一列德国国防军的骡子火车，它载着食物和饮料爬上了山腰。美军保护了女性厨师，然后希兰和美军“吃我们想吃的东西，用我们的排泄物弄脏剩下的东西。”然后，德国国防军的骡子司机被派去铲子，并被命令“挖掘自己的浅坟”。希兰后来开玩笑说，他们这样做毫无怨言，很可能是希望他和他的伙伴们改变主意。但结局是，司机中枪后被埋在了他挖的坑里。希兰解释说，到那时，“我毫不犹豫地做了我必须做的事。”

#### 强奸
直到2006年才公开的战时秘密文件显示，美国士兵在1942年至1945年期间在欧洲有过400起性犯罪，其中包括126起在英国的强奸案。罗伯特·J·莉莉的一项研究估计，二战期间，英国、法国和德国总共有1.4万名平民妇女被美国士兵强奸。据估计，1944年6月至战争结束期间，美国军人在法国实施了大约3500起强奸。而一位历史学家声称，在解放的法国，对妇女的性暴力行为很普遍。

## 朝鲜战争
老根里屠杀指的是1950年7月26日至29日，第七骑兵团的美国士兵在首尔东南100英里（160公里）的Nogeun-ri村附近的一座铁路桥上，大规模杀害人数不详的韩国难民的事件（其中包括一次空袭）。2005年，韩国政府证实163人死亡或失踪（大多数是妇女、儿童和老人），55人受伤。许多其他受害者的名字没有见于报告。多年来，幸存者估计死亡人数在300人至500人之间。这一事件在朝鲜战争早期引起了广泛关注，美联社（AP）于1999年发表了一系列相关文章，随后获得普利策调查性报道奖。

## 越南战争

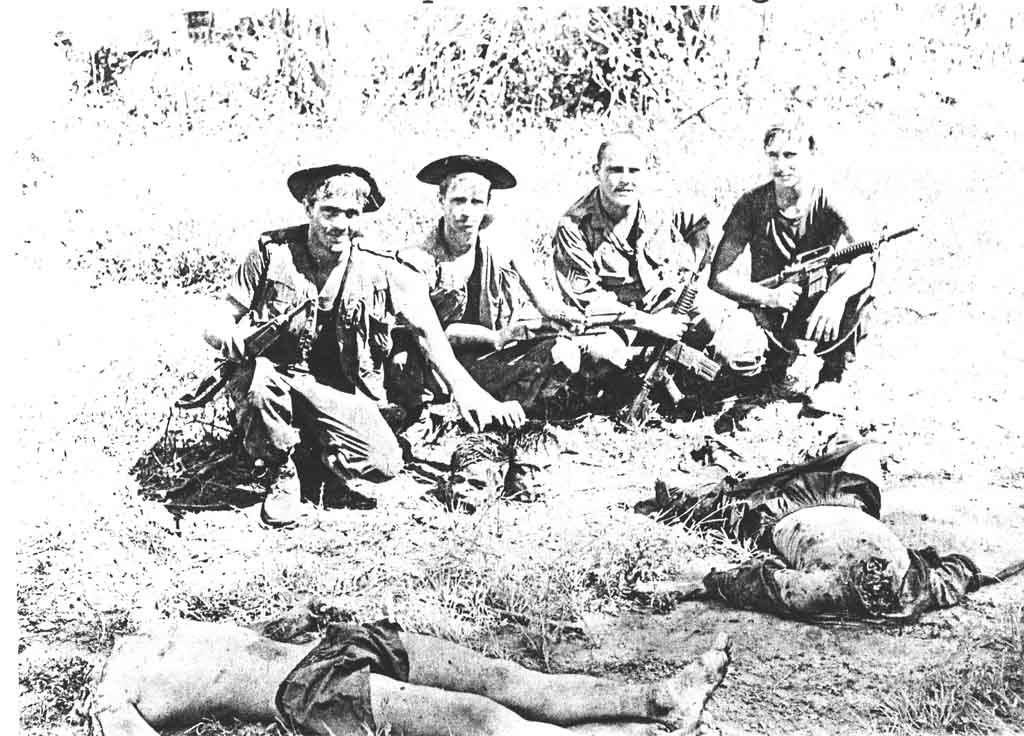
美军士兵与身首异处的越共战士尸体合影

据鲁道夫·拉梅尔估计，在越南战争中的1960至1972年间，美军在政府屠杀中杀死了大约5,500人，范围在4,000至10,000人之间。据本杰明·瓦伦蒂诺估计，战争期间美国和南越军队的“反游击队大屠杀”“可能”造成了110,000－310,000人死亡。战争期间，有95名美国陆军人员和27名美国海军陆战队人员，被军事法庭判定犯有谋杀或误杀越南人的罪行。:33
美军还建立了许多自由火力区，以防止越共战士躲在南越村庄中。这种做法假定出现在这些指定区域的任何个人都是敌方战斗人员，因而可以用武器自由射击，这被记者刘易斯·西蒙斯视为“严重违反战争法”。尼克·图斯在其2013年的著作《杀死任何移动的东西》中认为，不断追求更高的歼敌人数，广泛使用自由火力区，逃离士兵或直升机的平民可被视为越共的交战规则，以及对越南平民的普遍蔑视，造成了大量平民伤亡，也造成美军犯下了地方性战争罪行。:251

### 美莱村屠杀

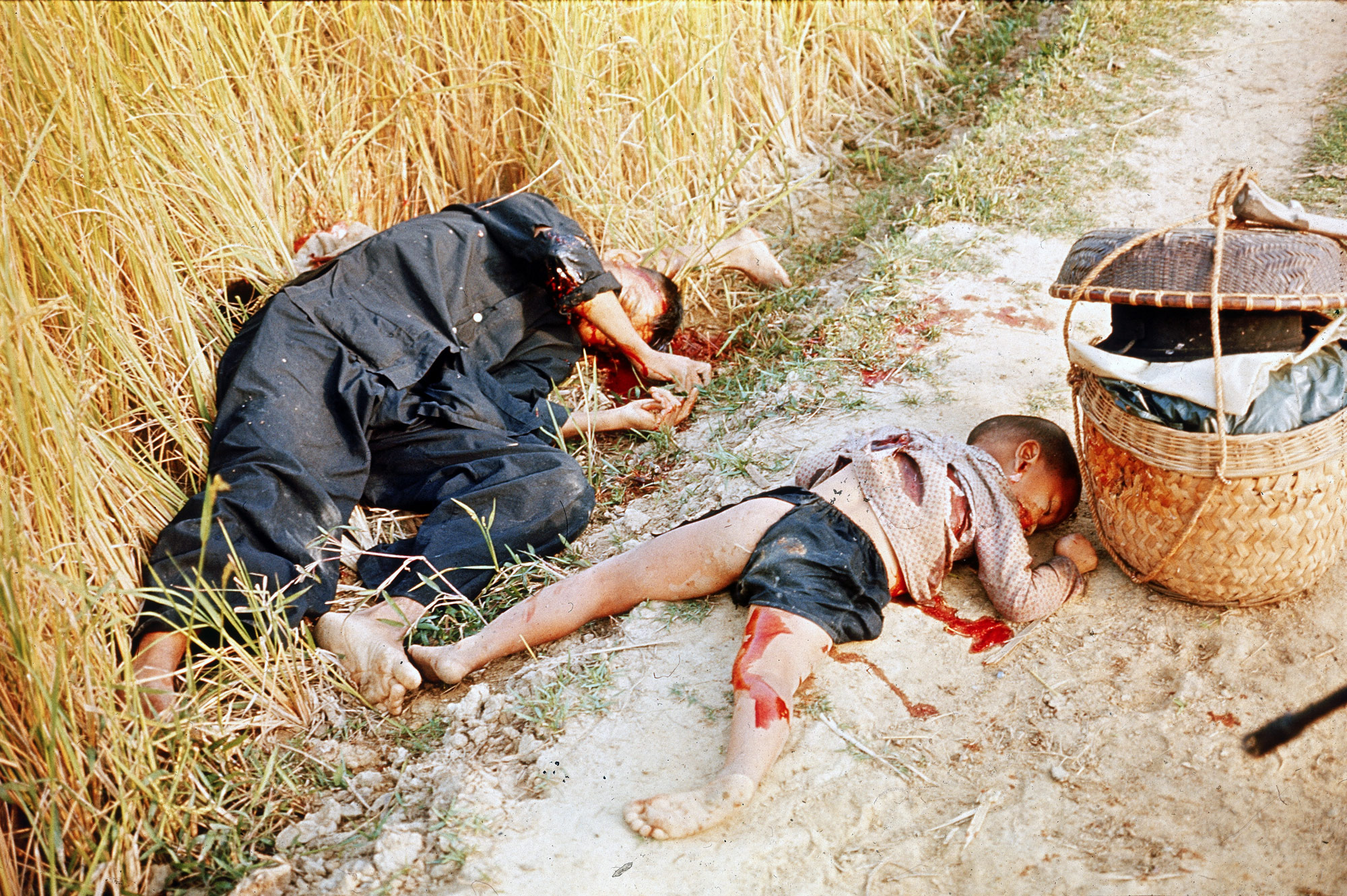
美莱村屠杀受害者

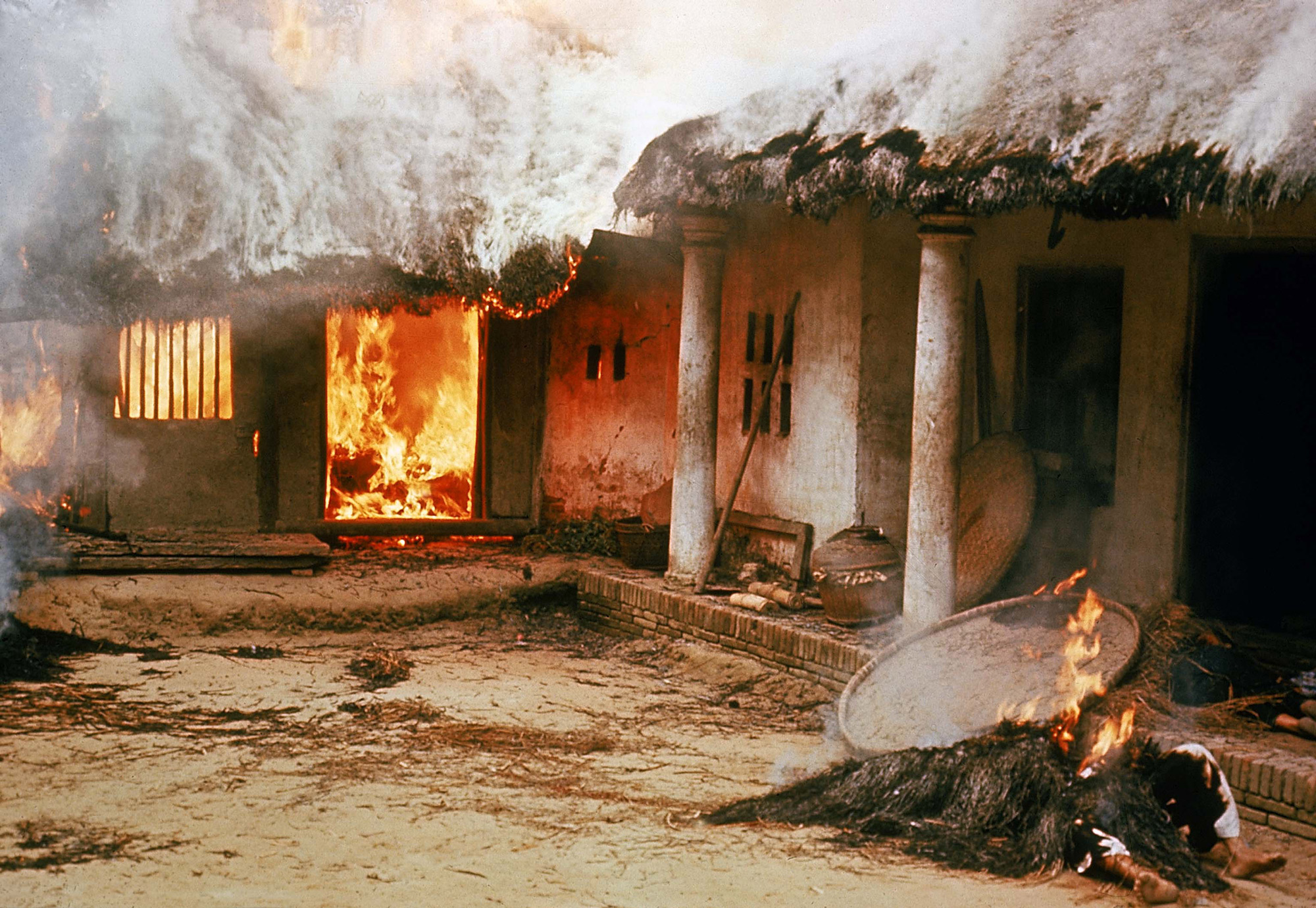
美莱村一处燃烧住宅外的尸体

美莱村屠杀发生在1968年3月16日，美国第23步兵师第11旅第20步兵团第1营C连的美军士兵，在南越美莱村屠杀347名至504名手无寸铁的平民的事件。受害者其中大部分是妇女和儿童。一些受害者遭到强奸、殴打和酷刑，有些尸体被肢解。屠杀于越战期间发生在Sơn Mỹ的美莱（Mỹ Lai）和美溪（My Khe）两个小村庄。26名美国士兵最初因在美莱的行为而被指控犯有刑事罪或战争罪，而只有威廉·卡利一人被判有罪。最初他被判终身监禁，后来被减刑到10年，最终软禁三年半后被释放。这一事件引起了全世界的广泛愤怒，并减少了美国国内对越南战争的支持。三名努力阻止屠杀和保护伤员的美国军人（休·汤普森、格伦·安德鲁塔和劳伦斯·科尔伯恩）遭到了美国国会议员的严厉批评，他们分别收到了仇恨邮件、死亡威胁和动物尸体。30年后，他们的努力得到了表彰。
屠杀发生之后，五角大楼派出了一个特别工作组，名为越南战争罪行工作组，调查美军对南越平民的暴行，并创建了一份大约9,000页的当时保密的档案（越南战争罪行工作组档案，由国家档案和记录管理局保存），记录了1967到1971年间320起涉嫌事件，包括7起屠杀（不包括美莱村屠杀），其中至少有137名平民死亡；另有78次袭击非战斗人员，造成至少57人死亡，56人受伤，15人被性侵；还有141起美军士兵虐待被拘押平民或战俘的事件。有203名美国人被指控犯罪，57人被军事审判，23人被定罪。另外还有500多起被指控的暴行被越战罪行工作组调查，但无法核实。

### 快速行动
快速行动是1968年12月到1969年5月的一项有争议的军事行动，旨在平定湄公河三角洲的大部分地区。美国陆军声称在这次行动杀死了10,899名越南人民军/越共，而美国陆军监察长估计有5,000至7,000名平民死于这次行动。合众国际社的罗伯特·凯勒（Robert Kaylor）声称，按照行动期间美国在湄公河三角洲的平定顾问的说法，该师沉迷于“无差别地使用大规模火力”“肆意杀害”平民。

### 凤凰计划
凤凰计划由中情局协调，涉及南越、美国和其它盟军安全部队，旨在通过渗透、酷刑、俘虏、反恐、审讯和暗杀来甄别和摧毁越共。该计划受到严厉批评，批评者称其为“平民暗杀计划”，并批评该行动使用酷刑。:341－343

### 虎队
虎队是美国陆军第101空降师第1独立旅第327步兵团第1空降营的远程侦察巡逻部队的名称，他们于1965年11月至1967年11月在越作战。战争期间及其后数十年的调查显示，该部队针对平民的广泛战争罪行达数百起，声名狼藉。他们被指控惯用酷刑、处决囚犯和故意杀害平民。美国陆军调查人员得出的结论是，他们被指控的战争罪行有许多都是确实发生了的。:235－238

### 水波事件
1967年1月31日至2月1日，据称有145名平民在水波事件中，被第1海军陆战队第2营H连杀害。按照海军陆战队的记录，有101名越共和22名平民在这2天的战斗中丧生。

### 山庄大屠杀
1970年2月19日，在山庄大屠杀中，16名手无寸铁的妇女儿童在山庄村被第7海军陆战队第1营B连杀害。一人被判处无期徒刑，另一个人被判处5年徒刑，但两人的刑期都被减至一年以下，因为那些被杀的人被报告为敌方战斗人员。

### 零星案件
1965年8月12日，第3海军陆战队第3营M连的准下士麦吉（McGhee），穿过茱莱基地地区的海军陆战队防线，向附近的村庄走去。一名海军陆战队哨兵大声询问时，他说正在追一名越共。后来有两名海军陆战队员被派去寻找麦吉，当他们接近村庄时，他们听到一声枪响和一个女人的尖叫声，然后看到麦吉从村庄朝他们走来。麦吉说他刚刚打死一名越共，另一名越共正在追他。审判时，越南检方证人作证说，麦吉把他们家睡觉的小屋墙壁踢破了。他抓了一名14岁女孩，把她拖向门口。当她的父亲求情时，麦吉开枪打死了他。出屋后，女孩在祖母的帮助下，从麦吉手中逃跑了。麦吉被认定犯有无预谋谋杀罪，并被判处十年苦役。上诉后，刑期被减为7年，而他实际上服刑6年1个月。:33－34
 1966年9月23日，一个9人小队从茱莱西北左山22（left Hill 22）的美國海軍陸戰隊第5團第1營出来巡逻，指挥官是一等兵小约翰·D·波特（John D. Potter, Jr.）。他们进入玄玉村（hamlet of Xuan Ngoc），抓住了道广盛（Dao Quang Thinh），他们指控其为越共，并将其从小屋拖出。当他们殴打他时，其他巡逻队员将其妻裴氏香（Bui Thi Huong）也从小屋强行赶出，其中四人强奸了她。几分钟后，另外三名巡逻队员向道广盛、裴氏香、他们的孩子、裴氏香的嫂子和她嫂子的孩子开了枪。裴氏香幸存下来，在军事法庭作证。连长怀疑报告中的“敌人接触”（enemy contact），派少尉斯蒂芬·J·塔尔蒂（Stephen J. Talty）与巡逻队一起返回现场。到那之后，塔尔蒂意识到发生了什么事，并试图掩盖此事。当发现一个受伤的孩子还活着，波特用步枪将其棒杀。波特被认定犯有蓄意谋杀和强奸罪，并被判处终身苦役，但在1978年2月获释，实际服刑12年1个月。医务兵约翰·R·布雷塔格（John R. Bretag）作证反对波特，并因强奸被判处6个月监禁。上等兵小詹姆斯·H·博伊德（James H. Boyd, Jr.）承认犯有谋杀罪，并被判处4年苦役。中士罗纳德·L·沃格尔（Ronald L. Vogel）被认定谋杀其中一名儿童和强奸，并被判处50年苦役，上诉后减为10年，实际服刑9年。两名巡逻队成员被认定没有重大罪行，但因蓄意强奸而侵犯人身，被判处6个月监禁。塔尔蒂少尉被发现犯有虚假报告罪，并被海军陆战队开除，但在上诉后被推翻。:53－54
上等兵查尔斯·W·基南（Charles W. Keenan）因近距离射击一名手无寸铁的越南老妇和一名手无寸铁的越南男子，而被判犯有谋杀罪。其无期徒刑被减为25年监禁。上诉后，谋杀老妇的定罪被驳回，监禁被缩短至五年。后来的宽大行动进一步将其监禁缩短至2年9个月。下士斯坦利·J·卢茨科（Stanley J. Luczko）被发现犯有故意杀人罪，并被判处三年监禁。:79－81
 1968年5月5日，海军陆战隊第27團第1营准下士登齐尔·R·艾伦（Denzil R. Allen），在顺化附近率领着一个六人伏击巡逻队。他们停下来，审问了两名手无寸铁的越南男子，随后艾伦和列兵马丁·R·阿尔瓦雷斯（Martin R. Alvarez）处决了他们。当天晚上他们的基地遭袭后，他们派出了一支巡逻队，带回了三名越南男子。艾伦、阿尔瓦雷斯、准下士约翰·D·贝尔纳普（John D. Belknap）、詹姆斯·A·莫乌夏特（James A. Mauushart）、上等兵罗伯特·J·维克斯（Robert J. Vickers）和另外两人，随后组成行刑队，处决了其中两名越南人。第三名俘虏被带入一座建筑，艾伦、贝尔纳普和小安东尼·利恰尔多（Anthony Licciardo, Jr.）想将其绞死，但绳子断了，于是艾伦将其割喉杀死。艾伦承认了五项无预谋谋杀罪行，并被判处终身苦役，后因认罪被减为20年。后来艾伦的刑期又减至7年，并在仅服刑2年11个月之后被假释。莫乌夏特承认了一项无预谋谋杀罪行，并被判处2年监禁，实际服刑1年8个月。贝尔纳普和利恰尔多均承认了单一谋杀罪行，被判处2年监禁。贝尔纳普实际服刑15个月，而利恰尔多则服满了刑期。阿尔瓦雷斯因精神障碍被判无罪。维克斯被认定两项无预谋谋杀罪行，但其定罪在审查时被推翻。:111－114
1969年3月1日上午，年龄约为13、17和19岁的三名越南女孩，和一名11岁左右的越南男孩，发现八名海军陆战队员在伏击。他们四人向被伏击的人大喊，将此发现告诉他们。这四人被海军陆战队抓住，下士罗纳德·J·里斯（Ronald J. Reese）和准下士斯蒂芬·D·克里德（Stephen D. Crider）将他们捆绑、塞住嘴并带走。几分钟后，四个孩子被发现已经死在一个小掩体中。陆战队员向掩体中投掷了一枚破片手榴弹，尸体顶部的结构受损坍塌。里斯和克里德均被认定四项谋杀罪，并被判处终身苦役。上诉后，两人的刑期均减至3年监禁。:140
 1971年6月2日，准将约翰·W·唐纳森被控谋杀六名越南平民，但由于缺乏证据而无罪释放。在13起单独的事件中，唐纳森被控飞越平民区向平民开枪。自1902年雅各布·史密斯将军以来，他是第一位被控犯有战争罪的美国将军，也是越战期间被控犯有战争罪的美軍軍階最高者。由于缺乏证据，指控被撤销。

### 对环境的破坏
美军使用的橙剂、地雷、未爆弹给越南、老挝、柬埔寨带来了持久的人道灾难和生态破坏。

## 阿富汗及伊拉克
在2001年9月11日的袭击之后，美国政府在反恐战争中俘虏的分类和待遇方面采取了一些新的措施，包括对一些囚犯适用非法战斗人员的身份、进行特别引渡和使用酷刑（“强化审讯手段”）。人权观察家和其他一些人认为，根据《日内瓦公约》，这些措施是非法的。

### 指挥官责任
美国司法部长阿尔韦托·冈萨雷斯和其他人一些人认为，被拘留者应被视为“非法战斗人员”，因此不应该存在于法律灰色地带，受到《日内瓦公约》的保护。
冈萨雷斯说，否认日内瓦公约的涵盖范围“大大减少了根据战争罪法案进行国内刑事起诉的威胁”。这表明参与制定这方面政策的人意识到，美国官员参与了可能被视为犯有战争罪的行为。美国最高法院在“哈姆丹诉拉姆斯菲尔德案”中对这一论点所依据的前提提出质疑。法院裁定，《日内瓦公约》共同条款三适用于关塔那摩湾的被拘留者，用来审判这些嫌疑人的军事法庭违反了美国法律和国际法。
人权观察组织在2005年声称，“指挥责任”原则可能会使布什政府的高级官员在反恐战争期间犯下许多战争罪行，无论是在他们知情的情况下还是在他们控制下的人所犯的罪行。2006年4月14日，人权观察组织说，唐纳德·拉姆斯菲尔德部长可能要对他被指控参与虐待Mohammed al-Qahtani的行为承担刑事责任。2006年11月14日，德国援引普遍管辖权，对唐纳德·拉姆斯菲尔德、阿尔韦托·冈萨雷斯、约翰·柳、乔治·特尼特等人提起法律诉讼，指控他们涉嫌虐待囚犯。
“2006年军事委员会法案”被一些人视为对反恐战争中所犯罪行的特赦法案，追溯性地改写了“战争罪法”，废除了人身保护令，实际上使被拘留者无法对他们被指控的罪行提出质疑。
国际刑事法院检察官路易斯•莫雷诺•奥坎波在2007年接受“星期日电讯报”采访时表示，他愿意就英国前首相布莱尔和美国前总统布什在伊拉克犯下的战争罪在国际刑事法院（ICC）进行调查，并且进行审判也是有可能的。根据《国际刑事法院罗马规约》，国际刑事法院对布什没有管辖权，因为美国不是相关条约的缔约国——除非布什被指控在某一缔约国境内犯罪，或联合国安理会（美国拥有否决权）要求调查。然而，布莱尔确实属于国际刑事法院的管辖范围，因为英国是缔约国。
在布什总统2009年第二个任期结束前不久，美国以外其他国家的新闻媒体开始发表观点——根据《联合国禁止酷刑公约》，美国有义务根据刑法追究虐待囚犯者责任。
这一观点的支持者之一是《联合国禁止酷刑公约》特别报告员曼弗雷德·诺瓦克教授。他于2009年1月20日在德国电视上评论说，前总统乔治·W·布什失去了国家元首豁免权，根据国际法，美国现在应当对所有参与这些违反《联合国禁止酷刑公约》的人提起刑事诉讼。
法学教授迪特马尔·赫兹解释了诺瓦克的言论。他认为，根据美国和国际法，前总统布什应对采用酷刑作为审讯工具负有刑事责任。

### 阿富汗战争（2001－2021年）
2005年，《纽约时报》获得了一份2,000页的美国陆军调查报告，其中涉及2002年12月美军人员在阿富汗巴格拉姆的帕尔旺拘留所（又称巴格拉姆监狱）杀害了两名手无寸铁的阿富汗平民囚犯，以及囚犯的一般待遇。两名囚犯哈比布拉和迪拉瓦被反复锁在天花板上并殴打致死。军事验尸官裁定，两名囚犯的死亡都是他杀。尸检显示，两名囚犯的腿都受到了严重创伤，并将创伤描述为类似于被公共汽车碾过。有七名士兵在2005年被起诉。
梅旺区谋杀案发生在2009年6月至2010年6月，期间有三名阿富汗平民被一群士兵所杀害。士兵们称其团体为“杀戮队”，来自美国陆军第2步兵师第5旅第1步兵团第2营。他们驻扎在阿富汗坎大哈省迈万德的萨卡里坎儿井前线作战基地。2010年夏天，军方指控该排的五名成员在坎大哈省杀害了三名阿富汗平民，并收集他们的身体部位作为战利品。

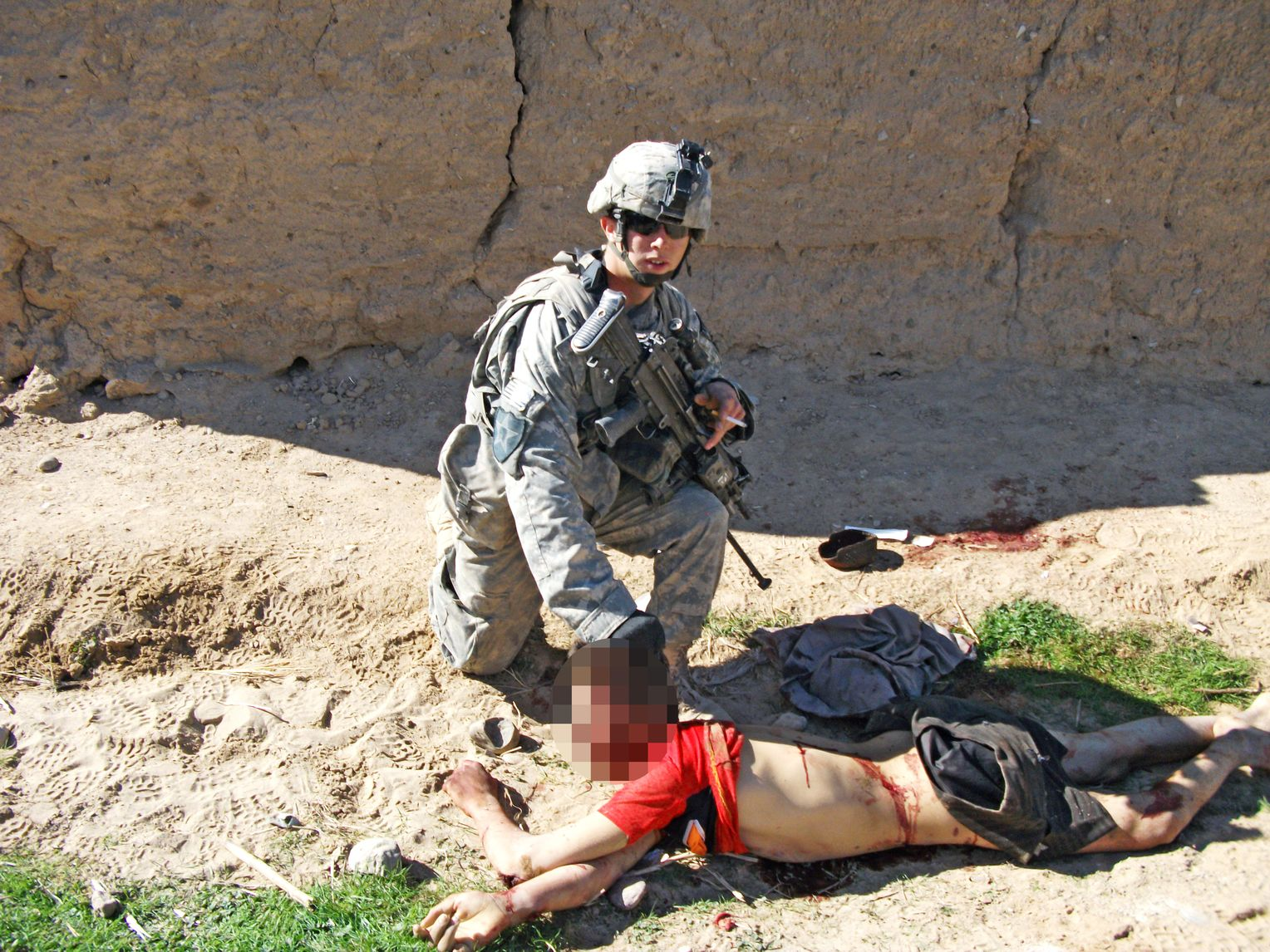
2010年1月15日，一名在梅旺区谋杀案中被美军士兵杀害的阿富汗男孩

坎大哈大屠杀是2012年3月11日凌晨发生的一起滥杀事件，当时上士罗伯特·贝尔斯在阿富汗坎大哈省的潘杰瓦伊区打死了16名阿富汗平民，并打伤了另外6人。其中有九名受害者是儿童，有十一名死者来自同一个家庭。当天早上晚些时候，贝尔斯向当局坦白了他所犯下的谋杀罪行，因而被拘留了。
克林特·洛伦斯中尉是美国陆军第82空降师第4旅战斗队的步兵排长。2012年，洛伦斯命令士兵向一辆摩托车上的三名阿富汗男子开火，之后他被指控两项无预谋谋杀罪。2013年，他被军事法庭认定有罪，被判处20年有期徒刑（后来被审查指挥官减为19年）。他被关押在堪萨斯莱文沃思堡的美国纪律兵营六年。最终在2019年11月15日，洛伦斯被唐纳德·特朗普总统特赦。

### 伊拉克战争

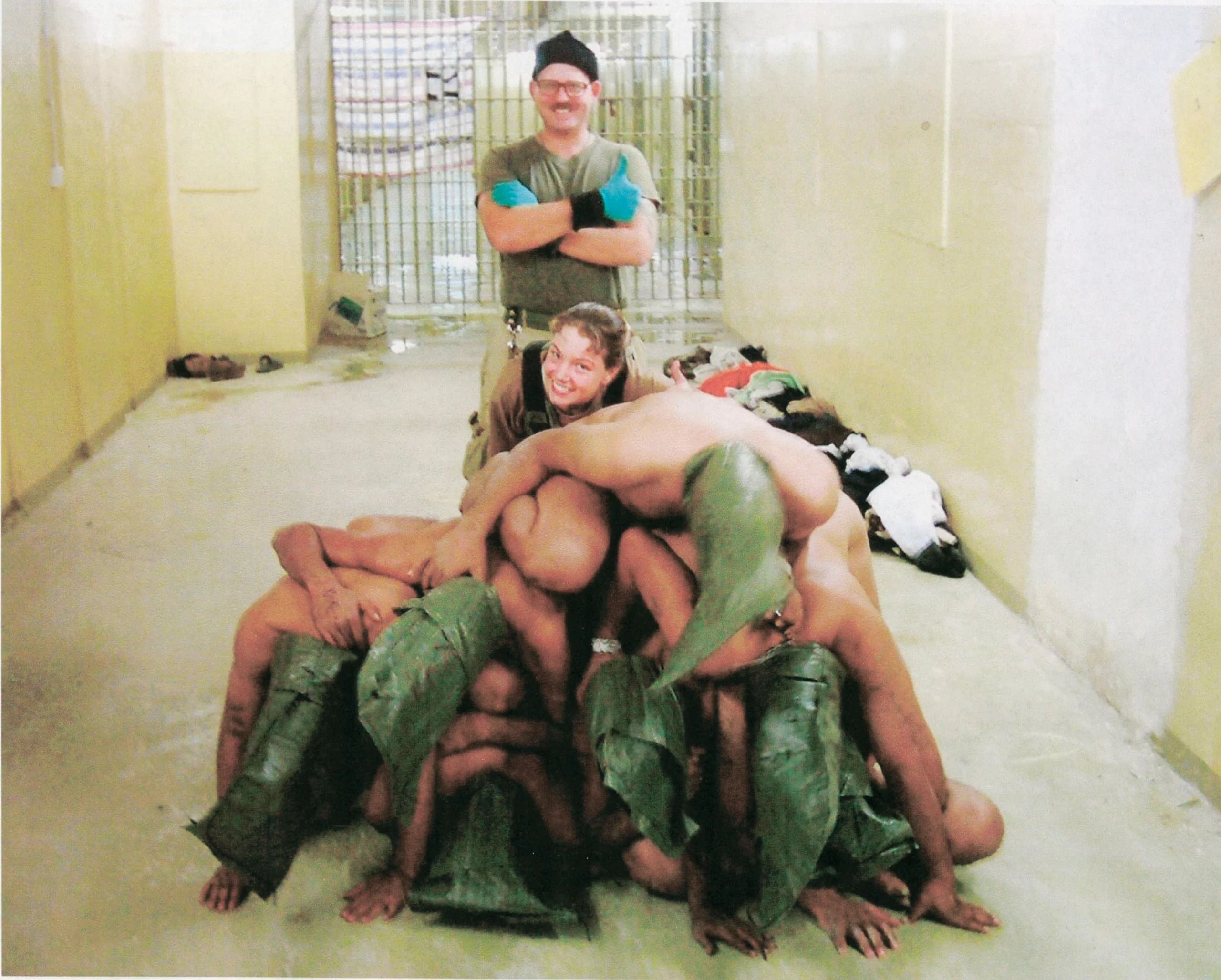
在美军虐待伊拉克战俘事件期间，萨布丽娜·哈曼和查尔斯·格拉纳与裸体戴头套被迫叠罗汉的囚犯合影

在伊拉克战争初期，一群士兵在伊拉克阿布格莱布监狱，对被拘留者实施了一系列侵犯人权的行为，包括身体虐待和性虐待。CBS新闻在2004年4月发布的虐囚照片，引起了公众对虐囚事件的注意。这些事件引起了震惊和愤怒，在美国国内和国际上都受到了广泛谴责。国防部指控11名士兵犯有玩忽职守、虐待、严重伤害罪和殴打罪。在2004年5月至2006年4月间，这些士兵被军事审判、定罪、关入军事监狱，并被不名誉退伍。两名士兵查尔斯·格拉纳和琳迪·英格兰，被发现在该监狱犯下了许多最严重的罪行，他们受到了更严厉的指控和判决。格拉纳被认定犯有伤害、殴打、共谋、虐囚、不雅行为和玩忽职守等罪行；他被判处10年监禁，并被剥夺了军衔、薪酬和福利。英格兰被认定犯有共谋、虐囚、不雅行为等罪行，被判处三年监禁。掌管伊拉克所有拘留设施的指挥官贾尼斯·卡尔平斯基准将受到了训斥，并被降为上校。还有几名军事人员被控实施或授权实施这些行为，包括许多更高级别的人员，未被起诉。2004年，总统乔治·沃克·布什和国防部长唐纳德·拉姆斯菲尔德为阿布格莱布虐囚行为道歉。
2006年3月12日，14岁伊拉克女孩阿贝尔·卡西姆·哈姆扎·贾纳比（Abeer Qassim Hamza al-Janabi）被奸杀，一起被杀害的还有她34岁的母亲法赫里耶·塔哈·穆哈森（Fakhriyah Taha Muhasen）、45岁的父亲卡西姆·哈姆扎·拉希姆（Qassim Hamza Raheem）和6岁的妹妹哈迪尔·卡西姆·哈姆扎·贾纳比（Hadeel Qassim Hamza al-Janabi）。第502步兵团的五名士兵被控犯有强奸和谋杀罪：保罗·E·科尔特斯（Paul E. Cortez）、詹姆斯·P·巴克（James P. Barker）、杰西·V·斯皮尔曼（Jesse V. Spielman）、布莱恩·L·霍华德（Bryan L. Howard）和史蒂文·戴尔·格林（Steven Dale Green）。在这些罪行败露之前，格林已因精神疾患被美军要求退伍；科尔特斯、巴克、斯皮尔曼和霍华德则接受了军事法庭的审判，被定罪并被判处数十年监禁。格林在美国民事法庭受审和定罪，被判处终身监禁，但于2014年在狱中自杀。
约翰·E·哈特利是一名一级军士长，他于2008年被陆军起诉，原因是他于2006年在伊拉克巴格达附近杀害了四名伊拉克囚犯。他于2009年被定罪，并被判处终身监禁，关在美国纪律兵营。他于2020年10月获得假释。
美国海军陆战队被控于2006年4月26日在巴格达以西阿布格莱布附近的小村庄哈姆达尼耶绑架并杀害了一名伊拉克男子。美国海军犯罪调查局在进行调查之后，控诉了谋杀、绑架、私闯民宅、盗窃、妨碍司法和共谋掩盖事件等多项罪名。

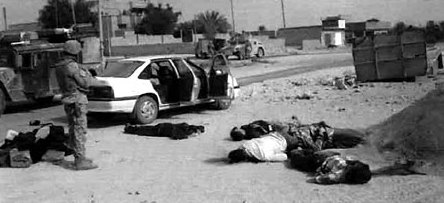
哈迪塞屠杀事件

哈迪塞屠杀事件于2005年11月19日发生在伊拉克的哈迪塞。在准下士米格尔·特拉萨斯（Miguel Terrazas，20岁）被路边的简易爆炸装置炸死之后，上士弗兰克·伍特里奇率领海军陆战队从第3营进入哈迪塞。24名伊拉克妇女儿童被枪杀。伍特里奇在军事法庭上承认，在路边炸弹爆炸后，他命令手下“先开枪，先别问”。伍特里奇告诉军事法官大卫·琼斯（David Jones）中校：“那天我从未用我的武器向任何妇女或儿童开火。”2012年1月24日，弗兰克·伍特里奇被判处90天监禁，并降低军衔和薪酬。前一天，伍特里奇对一项玩忽职守罪表示认罪。那天参与的其他海军陆战队员均未被判入狱。对于这次屠杀，海军陆战队向15名遇难平民的家属总共赔偿了38,000美元。

## 扩展阅读

### 概述
- 杰里米·布雷彻（英语：Jeremy Brecher）; Jill Cutler; Brendan Smith (编).  [以民主之名：美国在伊拉克及其它地区的战争罪行]. 麦克米伦出版公司. 2005. ISBN 978-0-8050-7969-2 （英语）.
- Michael Haas.  [乔治·沃克·布什，战犯？布什政府在269起战争罪中的责任]. ABC-克利俄（英语：ABC-Clio）. 2008. ISBN 978-0-313-36499-0 （英语）.
- Jordan J. Paust.  [法律之外：布什政府在反恐“战争”中的非法反应]. 剑桥大学出版社. 2007. ISBN 978-0-521-71120-3 （英语）.
- Mark Selden; Alvin Y. So (编).  [战争与国家恐怖主义：漫长的20世纪中的美国、日本和亚太]. 罗曼和利特菲尔德（英语：Rowman & Littlefield）. 2004. ISBN 978-0-7425-2391-3 （英语）.
- Frederick Henry Gareau.  [国家恐怖主义与美国：从反叛乱到反恐战争]. 泽德图书（英语：Zed Books）. 2004. ISBN 978-1-84277-535-6 （英语）.
- 文森特·布利奥西（英语：Vincent Bugliosi）.  [起诉乔治·沃克·布什谋杀案]. 先锋出版社（英语：Vanguard Press）. 2008  [2022-11-05]. ISBN 978-1-59315-481-3 （英语）.
- [不留痕迹：增强审讯技术和犯罪风险] (PDF). 人权医生（英语：Physicians for Human Rights）/人权第一（英语：Human Rights First）. 2007年8月  [2010-08-17]. （原始内容 (PDF)存档于2010-08-09） （英语）.

### 伊拉克
- 理查德·A·福尔克（英语：Richard A. Falk）; Irene L. Gendzier; 罗伯特·杰伊·利夫顿 (编).  [战争罪：伊拉克]. 民族图书（英语：Type Media Center）. 2006. ISBN 978-1-56025-803-2 （英语）.
- 拉姆齐·克拉克.  [战争罪：美国对伊拉克战争罪的报告]. Maisonneuve Press. 1992. ISBN 978-0-944624-15-9 （英语）.
- Nafeez Mosaddeq Ahmed.  [反恐战争的背后：西方的秘密战略与伊拉克的斗争]. 新社会出版社（英语：Douglas & McIntyre）. 2003: 86. ISBN 978-0-86571-506-6 （英语）.
- Marjorie Cohn.  [唐纳德·拉姆斯菲尔德：战争罪案]. 法学家 (期刊)（英语：The Jurist (journal)）. 2006-11-09  [2022-11-05]. （原始内容存档于2014-05-29） （英语）.
- Ulrike Demmer.  [因战争罪被通缉：拉姆斯菲尔德讼案令德国政府难堪]. 明镜. 2007-03-26  [2022-11-05]. （原始内容存档于2011-09-19） （英语）.
- Patrick Donahue.  [德国检察官不会在投诉后对拉姆斯菲尔德进行调查]. 彭博有限合伙企业. 2007-04-27  [2022-11-05]. （原始内容存档于2015-06-14） （英语）.

### 越南
- Greiner, Bernd; Anne Wyburd.  [没有前线的战争：美国在越南]. 纽黑文: 耶鲁大学出版社. 2009. ISBN 978-0-300-15451-1 （英语）.
- Deborah Nelson.  [我身后的战争：越战老兵直面美国战争罪行的真相]. Basic Books. 2008. ISBN 978-0-465-00527-7 （英语）.